# Sociedad para el Judaísmo Reformista Clásico
La Sociedad para el Judaísmo Reformista Clásico es un grupo de defensa dentro de la circunscripción de la American Unión para el Judaísmo Reformista, que promueve el retorno a los valores y el estilo de adoración de la era de el "reformismo clásico ", enfatizando el mensaje universal del judaísmo como una comunidad puramente religiosa. la importancia de la fe y la ética, el decoro y la observancia menos práctica. El rabino Howard A. Berman ha sido el director ejecutivo de la sociedad desde su formación.
La Sociedad tiene un amplio programa de alcance a rabinos, congregaciones, individuos e instituciones nacionales del Movimiento Reformista.  Los foros educativos, los servicios especiales y sermones, y las reuniones de miembros en todo Estados Unidos, fomentan la tradición Reformista Clásica como herencia compartida de todos los judíos reformistas, así como una alternativa vital en medio de la amplia diversidad del Movimiento en la actualidad. En 2009-10, estos programas incluyeron presentaciones importantes en la Convención Bienal sobre la Unión por el Judaísmo Reformista; seminarios y simposios en el Hebrew Union College-Jewish Institute of Religion; y participación en reuniones de grupos representantes de la Conferencia Central de Rabinos Americanos y la Conferencia Americana de Cantores. Además, muchas congregaciones importantes patrocinan programas y sermones sobre el trabajo de la SCRJ para presentar este recurso a las comunidades judías locales.
La Sociedad publica un boletín / revista trimestral, The Reform Advocate, y produce otros materiales educativos y litúrgicos, como grabaciones de discos compactos con servicios de adoración de la histórica liturgia reformista, The Union Prayer Book, en su edición recientemente revisada, acompañada de selecciones del repertorio coral histórico y contemporáneo.
La Sociedad tiene una Junta de Fideicomisarios nacional que cuenta con 25 líderes laicos y rabínicos, una Junta Asesora Rabínica que cuenta con más de 60 rabinos, una Comisión de Música activa que incluye cantores, músicos y compositores judíos, y colaboradores de apoyo de todos los estados y muchos países extranjeros.